# Les Plantiers
Les Plantiers – miejscowość i gmina we Francji, w regionie Oksytania, w departamencie Gard.
Według danych na rok 1990 gminę zamieszkiwało 221 osób, a gęstość zaludnienia wynosiła 7 osób/km² (wśród 1545 gmin Langwedocji-Roussillon Les Plantiers plasuje się na 691. miejscu pod względem liczby ludności, natomiast pod względem powierzchni na miejscu 166.).